# OutsideXbox
OutsideXbox, ou Oxbox, é um canal britânico do YouTube e um grupo formado por Jane Douglas, Andy Farrant e Mike Channell. O grupo também tem um canal irmão, o Outside Xtra, ou Oxtra, formado por Luke Westaway e Ellen Rose. O grupo é mais conhecido por comentários, jornalismo e jogabilidade de vídeo games. O canal também hospeda o Oxventure, uma série de jogos de RPG de mesa (TTRPG) Dungeons & Dragons e Blades in the Dark com o colega YouTuber Johnny Chiodini. O grupo tem um total de 3,49 milhões de assinantes e 1,49 bilhão de visualizações em maio de 2021.

## Membros
As seguintes pessoas fazem parte do OutsideXbox e seus canais associados:
Editores:
- Andy Farrant – parte do OutsideXbox (2012–presente)
- Jane Douglas - parte de OutsideXbox (2012–presente)
- Mike Channell – parte do OutsideXbox (2012–presente)
- Ellen Rose - parte do Outside Xtra (2016–presente)
- Luke Westaway – parte do Outside Xtra (2016–presente)

Produtores:
- James Hills – produtor de vídeo[2]
- Jon Garnham – produtor de vídeo[3]

Regulares da série:
- Johnny Chiodini - Dungeon Master e role-player (2017–presente)

## História
O OutsideXbox foi lançado em 2012 pela então EuroGamer Network (atual Gamer Network) como um site focado em jogos do Xbox e sua comunidade. Todos os membros fundadores tinham experiência anterior em jornalismo de jogos: Andy Farrant fazia parte do Inside Xbox na Europa; Jane Douglas estava trabalhando com o GameSpot; e Mike Channell trabalhou anteriormente para a revista PC Format e foi o vice-editor do Reino Unido da Official Xbox Magazine. O grupo se expandiu em 2016 para incluir um segundo canal, o Outside Xtra, para cobrir a indústria de jogos além do Xbox. Os novos membros incluíam Luke Westaway, anteriormente editor sênior da CNET e colaborador da Nintendo Life; e Ellen Rose, que trabalhou para o canal oficial do Xbox, o Xbox On, do Attention Seekers.
Em 2019, a Jane foi nomeada uma das 100 mulheres mais influentes na indústria de jogos do Reino Unido por seu trabalho na OutsideXbox.
Em 24 de junho de 2021, Hitman 3 lançou contratos de destaque no mapa de Dartmoor com curadoria de Farrant, Douglas e Channell com foco em furtividade, veneno e explosões. Isso fazia parte do conteúdo DLC dos Seven Deadly Sins ("Sete Pecados Capitais") da 3ª Temporada do jogo, especificamente o Act 3: Season of Sloth ("Ato 3: Temporada da Preguiça").

### Oxventure
Ambos os canais OutsideXbox começaram a campanha Oxventure Dungeons & Dragons em 2017, com Johnny Chiodini como Dungeon Master. O Oxventure iniciou um podcast em agosto de 2020 apresentado por Jane Douglas para reproduzir antigas sessões de D&D e conversar com outros membros do OutsideXbox. No New York Comic Con x MCM Metaverse 2020, o Oxventure fez três sessões virtuais do TTRPG Lasers & Feelings em 14 de agosto de 2020, 10 de outubro de 2020 e 11 de junho de 2021. Em 8 de janeiro de 2021, o Oxventure deu início a uma série Blades in the Dark.
The Oxventure lançou um vídeo clipe de apreciação de Dungeons & Dragons e o single "Literally Everyone Else in the World" em 27 de novembro de 2019. Também tinha elementos que refletiam o feriado de Natal que se aproximava. O título da música é uma referência ao papel de um Dungeon Master de ser responsável por todos os NPCs em um mundo fictício, combinado com a apresentação de DM Johnny Chiodini para o público. Luke Westaway e Andy Farrant escreveram o single, com Farrant tocando baixo para a faixa. Os vocais foram fornecidos por todos os cinco editores Outside Xbox e Xtra, com o editor CNET Andrew Hoyle na bateria. Todos os rendimentos do single e de sua estreia transmitida ao vivo foram doados para a instituição de caridade de saúde mental do Reino Unido, Mind.
Em 2022, a OutsideXbox anunciou que estava procurando contratar um novo produtor com o objetivo de expandir sua marca Oxventure e, em setembro daquele ano, a Oxventure foi relançada em seu próprio canal dedicado no YouTube "Oxventure", movendo todos os vídeos Oxventure carregados anteriormente para ele e começando uma nova temporada intitulada Legacy of Dragons.

## Discografia
| Título                               | Ano  |
| ------------------------------------ | ---- |
| Literally Everyone Else in the World | 2019 |